# 25878 Sihengyou
25878 Sihengyou è un asteroide della fascia principale. Scoperto nel 2000, presenta un'orbita caratterizzata da un semiasse maggiore pari a 2,2446371 UA e da un'eccentricità di 0,1435163, inclinata di 3,07342° rispetto all'eclittica.